# Bière artisanale

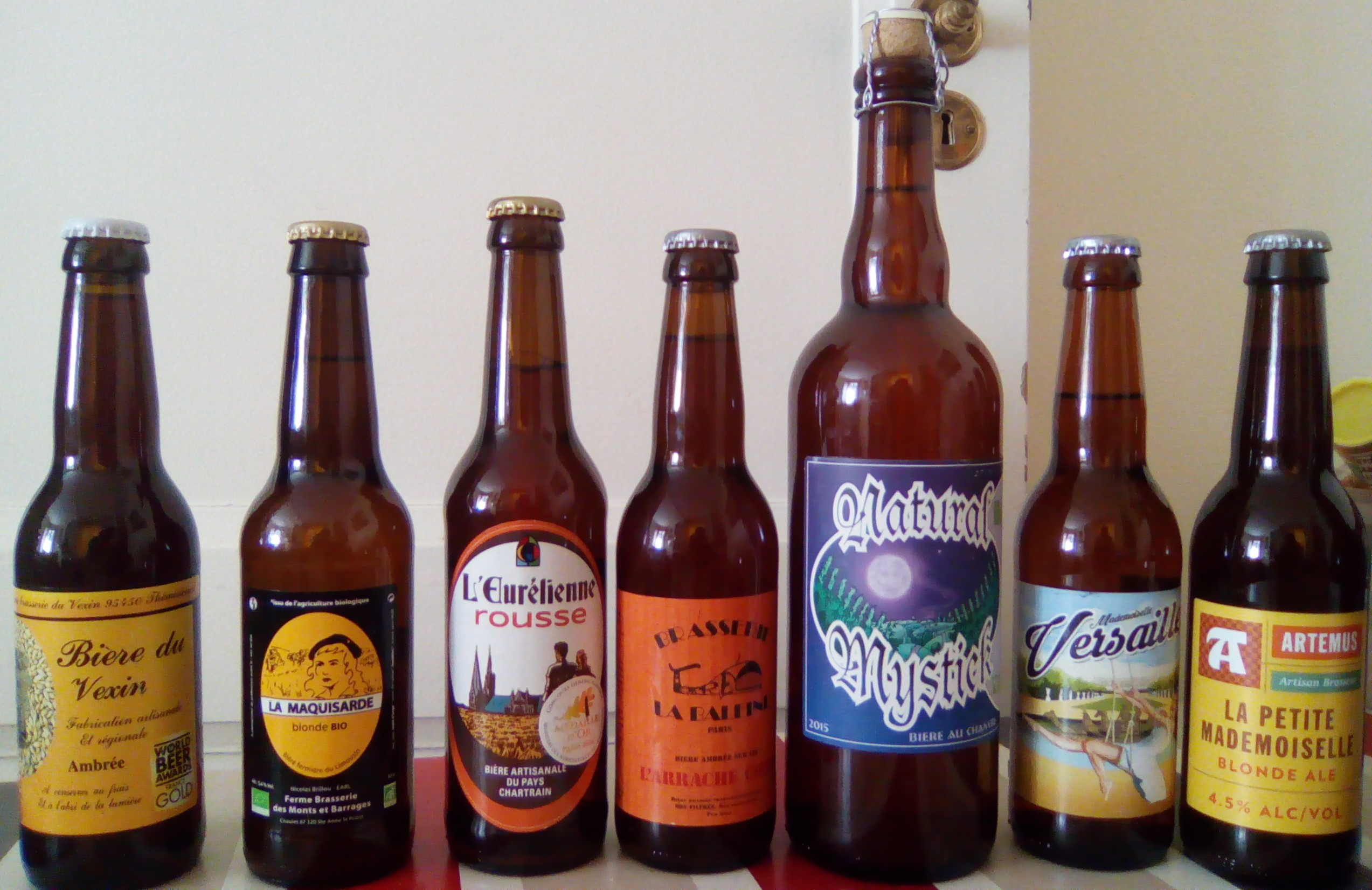
Bières artisanales françaises.

L'expression bière artisanale désigne généralement une bière élaborée selon une recette traditionnelle, ou inspirée d'une tradition régionale ou nationale. Ce terme peut cependant avoir plusieurs définitions, en fonction des contextes légaux et nationaux.

## Définition
Les bières artisanales sont logiquement issues de transformations opérées par des brasseries dites artisanales. Même si les définitions varient, les brasseries artisanales partagent en général certains points communs :
- Leurs bières sont généralement pur malt et fabriquées selon une recette traditionnelle, s'en inspirent, ou peuvent être des créations originales associées à l'héritage culturel de la brasserie.
- Leurs bières s'adressent avant tout à des consommateurs avertis ou curieux.
- Leurs bières sont non filtrées, souvent fermentées une deuxième fois en bouteilles et embouteillées ou mises en fûts sans additifs.
- Les brasseries artisanales prennent parfois en charge le maltage de l'orge qu'elles achètent aux agriculteurs, au lieu de se fournir auprès d'une malterie. En France, seule une dizaine de brasseries sur environ 500 sont aussi des malteries.

Le goût particulier (« blé noir, mirabelle, châtaigne, abricot… ») et l'origine sont des facteurs déterminants dans le choix de ces bières . Comme le note Le Figaro Magazine, « la bière est passée du statut de produit industriel standardisé à celui de dégustation ». En conséquence, les prix sont plus élevés que ceux des grandes marques. À la différence de ces dernières, les bières traditionnelles ne sont généralement pas vendues dans les circuits de grande distribution mais au niveau local (cafés, restaurants, brasseries, etc.). Les grandes marques sont cependant attentives à cette évolution du marché et ont racheté ou noué des partenariats avec certaines brasseries traditionnelles (par exemple Lagunitas Brewing Company (en) avec Heineken aux États-Unis).

## Histoire
La bière artisanale est issue d'un mouvement né aux États-Unis. En effet, en 1978, le président Jimmy Carter autorise la production de petites quantités d'alcool pour un usage personnel, disposition prise en réaction à la frustration des Américains de ne pas trouver de bière produite localement et de bonne qualité. Le mouvement essaime au Canada, au Royaume-Uni et, plus tard, en France. Cette « craft beer » pèse en 2021 pour 11 % du marché de la bière aux États-Unis.
En France et en Belgique, les bières artisanales recouvrent une catégorie relativement large, incluant les bières trappistes, les bières régionales (parfois aussi dites identitaires ou spéciales) et les bières fabriquées par les microbrasseries et établissements familiaux traditionnels.
En France, les brasseries artisanales se développent surtout à la fin des années 2010, comptant pour 7 % du marché, avec une croissance de 20 % par an. De 246 brasseries artisanales en 2006, on est passé à 1400 en 2017 et 1993 en 2019 (le plus grand nombre se trouvant en Auvergne-Rhône-Alpes, soit 275 brasseries artisanales). À noter toutefois que la première brasserie artisanale du pays, Coreff, a été créée à Morlaix en 1985. À noter que la consommation moyenne de bière des Français est de 32 litres par an par habitant.
Au Royaume-Uni, le terme est souvent associé au concept de real ale, à l'origine du mouvement des microbrasseries des années 1970.
Aux États-Unis, une « bière artisanale » (craft beer) désigne en général une bière 100 % malt, élaborée sans additifs et visant le marché des connaisseurs. L'Association des brasseurs américains considère comme « brasseries artisanales » (craft breweries) les établissements transformant moins d'un certain volume par an, et incluent les microbrasseries (ce dernier terme désignant dans l'industrie les établissements produisant moins de 15 000 fûts par an, même si en dehors de l'industrie, le terme de « microbrasserie » est souvent appliqué à toutes les brasseries artisanales, y compris les plus importantes, comme Boston Beer Company (en) ou Sierra Nevada Brewing Company). En 2018, on compte 6 372 brasseries indépendantes dans ce pays.

## Réglementation française

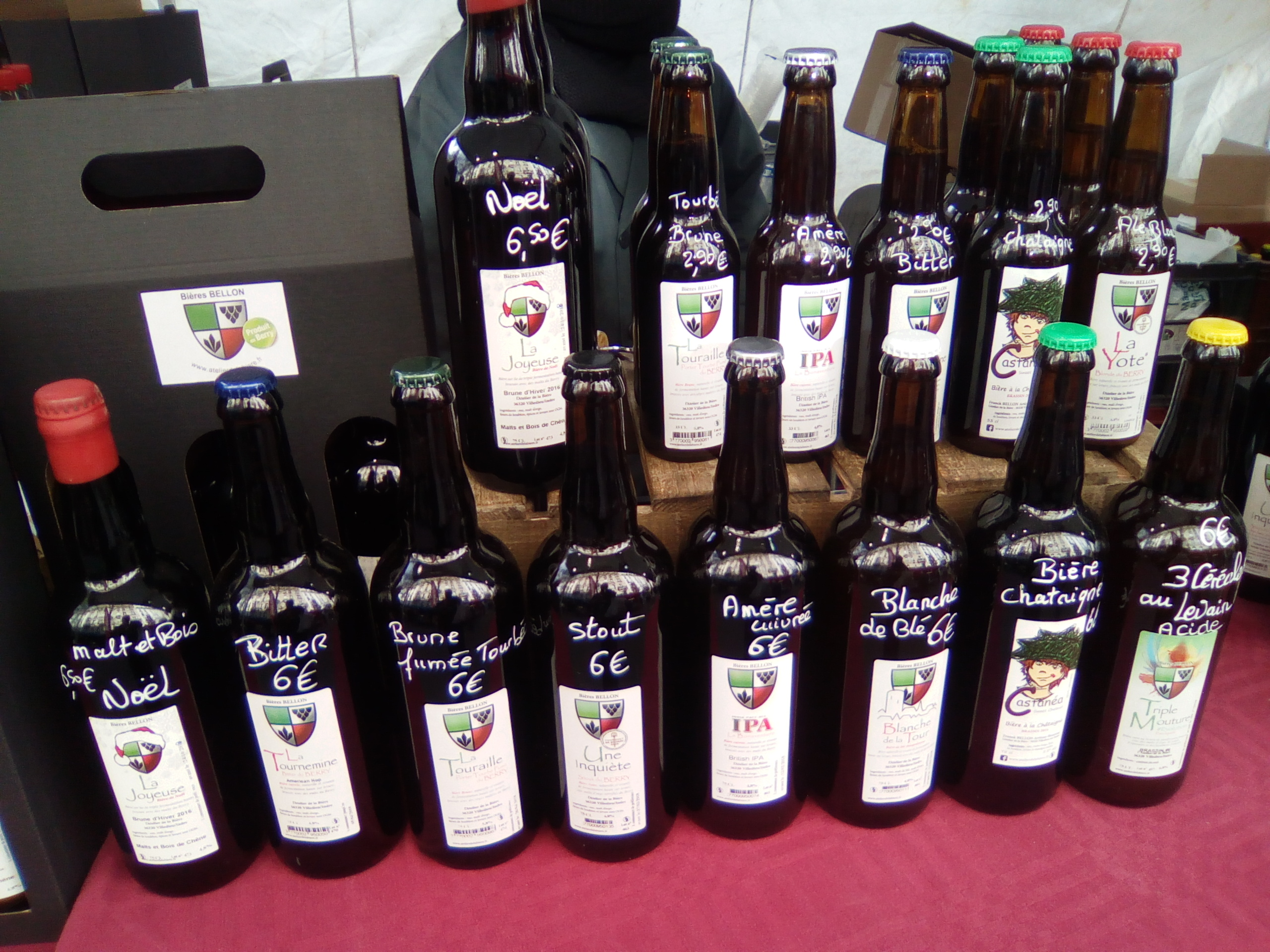
Étal de bières artisanales à un marché d'artisans et de producteurs fermiers.

La réglementation française définit clairement les 2 termes, bière et artisanale.
Le décret no 92-307 du 31 mars 1992 définit le terme « bière » : « La dénomination "Bière" est réservée à la boisson obtenue par fermentation alcoolique d'un moût préparé à partir du malt de céréales, de matières premières issues de céréales, de sucres alimentaires et de houblon, de substances conférant de l'amertume provenant du houblon, d'eau potable. Le malt de céréales représente au moins 50 p. 100 du poids des matières amylacées ou sucrées mises en œuvre. L'extrait sec représente au moins 2 p. 100 du poids du moût primitif ».
Le terme « artisan » et ses dérivés est défini par l'article 21.III de la loi no 96-603 du 5 juillet 1996 relative au développement et à la promotion du commerce et de l'artisanat. Selon ce texte, « seuls des artisans, des artisans d'art, des maîtres artisans ou des personnes morales inscrites au registre du commerce et des sociétés dont le dirigeant social a la qualité d'artisan ou d'artisan d'art pour l'activité en cause peuvent utiliser le mot "artisan" et ses dérivés pour l'appellation, l'enseigne, la promotion et la publicité de l'entreprise, du produit ou de la prestation de service ».